# Monika Pflugová
Monika Pflugová (* 1. března 1954 Mnichov), provdaná Holznerová-Pflugová a Gawenusová-Pflugová, je bývalá západoněmecká rychlobruslařka.
Na mezinárodních závodech debutovala jako juniorka v roce 1968, na velkých mezinárodních akcích se poprvé představila v roce 1971. Tehdy startovala na Mistrovství Evropy (14. místo) i světa (16. místo) ve víceboji a na Mistrovství světa ve sprintu (nedokončila). V roce 1972 získala své jediné dvě zlaté medaile, když vyhrála světový šampionát ve sprintu a závod na 1000 m na Zimních olympijských hrách. Na dalších olympijských tratích se umístila na 5. (500 m) a 10. místě (1500 m). V dalších dvou letech vybojovala dvě bronzové medaile na mistrovství světa ve sprintu, dosáhla čtvrtého a sedmého místa na mistrovství Evropy a šesté a sedmé příčky na mistrovství světa ve víceboji. Roku 1974 se jedinkrát zúčastnila Mistrovství světa juniorů, kde skončila čtvrtá. Na zimní olympiádě 1976 bylo jejím nejlepším výsledkem páté místo na trati 1000 m, přičemž na poloviční distanci byla dvanáctá. Sezóny 1976/1977 a 1977/1978 vynechala. K mezinárodnímu rychlobruslení se vrátila osmým místem na světovém šampionátu ve sprintu 1979, na Zimních olympijských hrách 1980 se umístila nejlépe na 21. místě v kilometrovém závodě. V dalších letech se na mistrovství světa ve sprintu pohybovala v první desítce, roku 1982 získala bronz, třikrát byla pátá, jednou šestá, dvakrát osmá. Na ZOH 1984 se umístila na sedmém místě na trati 500 m a na osmé příčce v závodě na 1000 m. Roku 1986 poprvé startovala na mítinku Světového poháru. Sportovní kariéru uzavřela v roce 1988, kdy nedokončila Mistrovství světa ve sprintu a byla sedmá v závodě na 500 m na zimní olympiádě.